# Merula
Il Merula è un torrente della Liguria.

## Percorso
Nasce poco a sud del centro comunale di Testico dalla confluenza di alcuni rii che scendono dalla catena di montagne attorno al monte Torre e, dirigendosi inizialmente verso est, segna per alcuni km il confine tra il comune di Testico (a nord) e quello di Stellanello. Continuando a percorrere la valle omonima curva poi decisamente verso sud in direzione di Andora. Sfocia infine nel Mar Ligure a Marina di Andora.

## Principali affluenti
- Sinistra idrografica:
  - rio Tigorella,
  - rio Metta.
- Destra idrografica:
  - rio Moltedo
  - rio Domo.

## Regime
Il regime del corso d'acqua è impetuoso e torrentizio.
La portata media è piuttosto modesta, risultando, nei periodi caldi e con scarse precipitazioni, privo d'acqua. Tuttavia, nei periodi con la maggiore piovosità, può esondare e provocare anche notevoli danni.

## Storia
Un tempo il torrente veniva anche chiamato Meira; l'dentificazine con l'Arrosia citato dai geografi romani è invece discussa, essendo forse l'idronimo riferito al Centa. Il Merula veniva considerato nel XIX secolo il confine tra la diffusione di due tipiche cultivar liguri di olivo; la Taggiasca, coltivata ad est del torrente, e la Colombara (o Colombaia), che era nota per fornire un olio più grossolano e veniva coltivata ad ovest del corso d'acqua.
Di notevole pregio artistico - architettonico è il ponte medioevale, detto Ponte Romano, che attraversa il torrente in territorio andorese.

## Tutela naturalistica
La foce del Merula è tutelata dall'istituzione di un'oasi naturalistica di 2.6 ha (Oasi del Merula) gestita dal comune di Andora. Per quanto piccola si tratta di un'area importante perché rappresenta una delle rare zone umide disponibili per gli uccelli acquatici nei pressi della costa ligure.